# Увек спремне жене
Увек спремне жене је југословенски филм из 1987. године, који је режирао Бранко Балетић, а сценарио су писали Душан Макавејев и Бранко Балетић.

## Радња
Седам жена су губитнице оне су без посла и без крова над главом, без породице и без узвраћене љубави. У контакту и судару са светом мушкараца, оне губе али увек се поново враћају у борбу. Неке су побеђене животом, а неке саме собом. Преостале гурају даље саме против свих.

## Улоге
| Глумац              | Улога                 |
| ------------------- | --------------------- |
| Мирјана Карановић   | мајстор               |
| Радмила Живковић    | Рада Естрада          |
| Тања Бошковић       | Бомбица               |
| Гордана Гаџић       | Лујка                 |
| Дара Џокић          | Црвена                |
| Ксенија Пајић       | Даша                  |
| Цвијета Месић       | госпођа Стојановић    |
| Бора Тодоровић      | Ђура                  |
| Богдан Диклић       | Пера                  |
| Јелисавета Саблић   | Рајка                 |
| Светозар Цветковић  | Зелени                |
| Воја Брајовић       | Васке                 |
| Бранко Цвејић       | послодавац            |
| Петар Краљ          | директор              |
| Предраг Лаковић     | управник              |
| Милош Жутић         | адвокат Александар    |
| Соња Кнежевић       | пацијенткиња          |
| Енвер Петровци      | Раша                  |
| Миле Станковић      | Гиле                  |
| Мило Мирановић      | милиционер            |
| Миливоје Мића Томић | пословођа             |
| Александра Николић  | радница               |
| Јосиф Татић         | инспектор             |
| Азра Ченгић         | надзорница у гвожђари |
| Предраг Милинковић  | портир Буда           |
| Елизабета Ђоревска  | радница у гвожђари    |
| Гојко Балетић       | новинар               |
| Љубомир Ћипранић    | брка                  |
| Свјетлана Кнежевић  | Докторка специјалиста |
| Радош Бајић         | Брашарац              |
| Милутин Караџић     | гинеколог             |
| Ратислава Гачић     |                       |
| Милутин Мићовић     | портир у милицији     |
| Богдан Михаиловић   |                       |
| Бранка Секуловић    |                       |
| Драгомир Станојевић | радник/силеџија       |
| Ратко Танкосић      | радник/силеџија       |
| Душан Ашковић       | младић                |
| Ева Рас             | медицинска сестра     |